# Malbranchea pulchella
Malbranchea pulchella är en svampart som beskrevs av Sacc. & Penz. 1882. Malbranchea pulchella ingår i släktet Malbranchea och familjen Myxotrichaceae.   Inga underarter finns listade i Catalogue of Life.